# Lhôpital
Lhôpital ist eine ehemalige französische Gemeinde und heutige Commune déléguée mit 45 Einwohnern (Stand 1. Januar 2022) im Département Ain in der Region Auvergne-Rhône-Alpes. Sie gehörte zum Kanton Valserhône im Arrondissement Nantua und war Mitglied im Gemeindeverband Pays Bellegardien.

## Geographie
Lhôpital liegt auf 470 m, etwa zehn Kilometer südsüdwestlich der Stadt Bellegarde-sur-Valserine und 47 Kilometer ostsüdöstlich von Bourg-en-Bresse (Luftlinie). Das Bauerndorf erstreckt sich im Becken von Bellegarde, an aussichtsreicher Lage am südlichen Rand des Plateaus der Michaille, in der Mulde eines kurzen Seitentals der Rhône, am Ostfuß des Crêt du Nu, eines Höhenzuges des französischen Juras.
Die Fläche der 3,68 km² großen Gemarkung umfasst einen Abschnitt des Rhônetals. Der östliche Gemeindeteil wird vom Plateau der Michaille eingenommen, das hier auf durchschnittlich 460 m liegt. Es senkt sich gegen Osten allmählich ab und wird durch die Täler kurzer Seitenbäche der Rhône untergliedert, doch reicht der Gemeindeboden nicht bis ins Rhônetal hinunter. Nach Westen erstreckt sich das Gemeindeareal in einem äußerst schmalen Streifen über den steilen Jurahang bis auf das Hochplateau, das südlich an den Crêt du Nu anschließt. Mit 1150 m wird hier die höchste Erhebung von Lhôpital erreicht.
Nachbargemeinden von Lhôpital waren Injoux-Génissiat im Norden, Surjoux im Osten, Chanay im Süden sowie Haut-Valromey mit Songieu im Westen. Mit Surjoux wurde Lhôpital per 1. Januar 2019 zur Commune nouvelle Surjoux-Lhopital fusioniert.

## Geschichte
Erstmals urkundlich erwähnt wurde Lhôpital im 12. Jahrhundert. Der Ort gehörte damals den Grafen von Genf. Seinen Namen verdankt der Ort einem Hospital des Johanniterordens. Durch Agglutination des französischen Artikels entstand aus L’Hôpital die heutige Schreibweise Lhôpital.

## Sehenswürdigkeiten
Die Dorfkirche Saint-Jean-Baptiste wurde im 19. Jahrhundert neu erbaut, wobei die romanische Apsis des Vorgängerbaus erhalten blieb und integriert wurde.

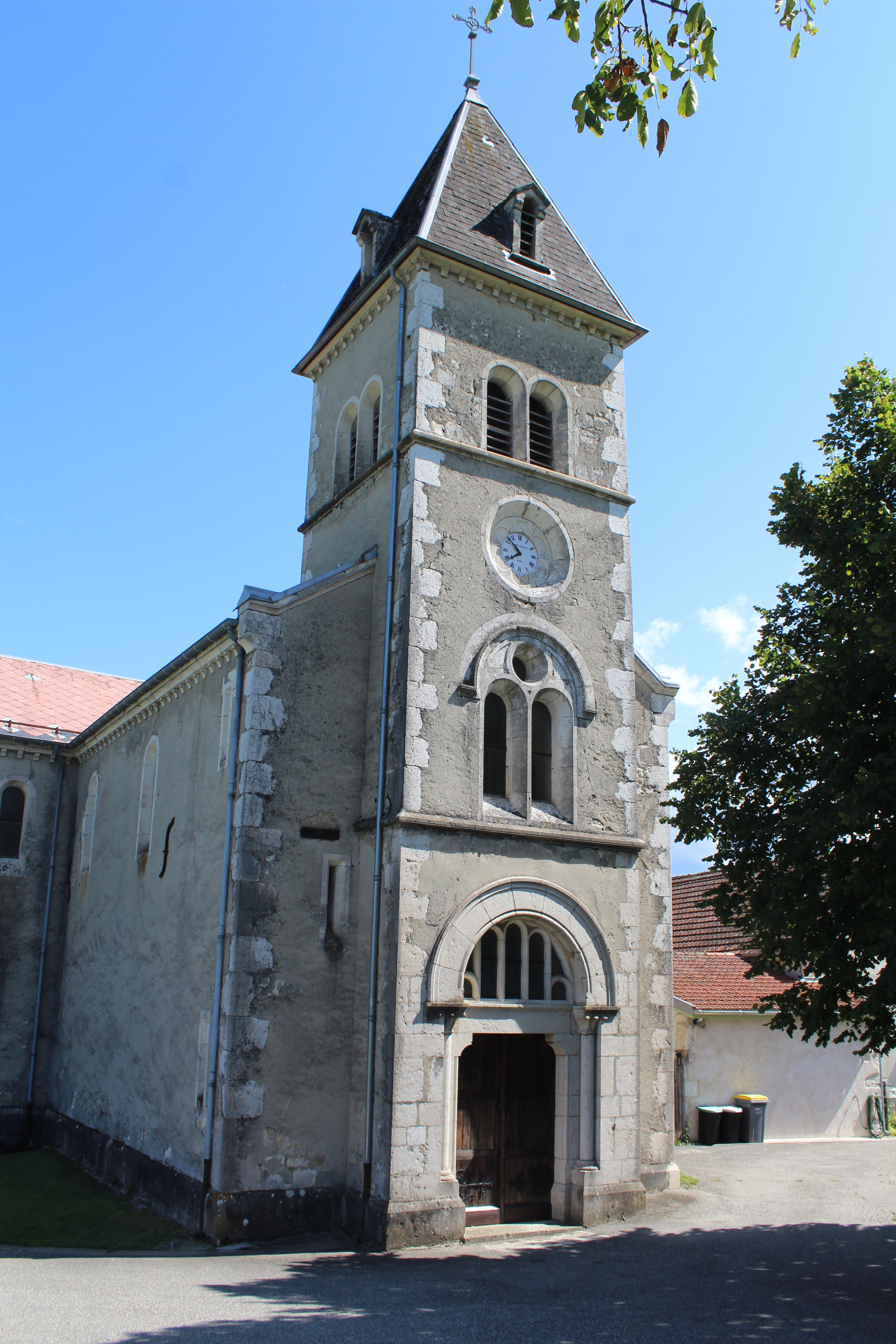
Kirche Saint-Jean-Baptiste

## Bevölkerung
| Bevölkerungsentwicklung | Bevölkerungsentwicklung |
| Jahr                    | Einwohner               |
| ----------------------- | ----------------------- |
| 1962                    | 49                      |
| 1968                    | 53                      |
| 1975                    | 42                      |
| 1982                    | 29                      |
| 1990                    | 53                      |
| 1999                    | 49                      |
| 2006                    | 56                      |
| 2011                    | 56                      |
| 2022                    | 45                      |

Mit 45 Einwohnern (Stand 1. Januar 2022) gehörte Lhôpital zu den kleinsten Gemeinden des Départements Ain. Nachdem die Einwohnerzahl in der ersten Hälfte des 20. Jahrhunderts deutlich abgenommen hatte, wurde seit Mitte der 1980er Jahre wieder eine Bevölkerungszunahme verzeichnet. Die Ortsbewohner von Lhôpital heißen auf Französisch Hospitaliers bzw. Hospitalières.

## Wirtschaft und Infrastruktur
Lhôpital war bis weit ins 20. Jahrhundert hinein ein vorwiegend durch die Landwirtschaft geprägtes Dorf. Noch heute leben die Bewohner überwiegend von der Tätigkeit im ersten Sektor. Einige Erwerbstätige sind auch Wegpendler, die in den größeren Ortschaften der Umgebung ihrer Arbeit nachgehen.
Die Ortschaft liegt abseits der größeren Durchgangsstraßen an der Departementsstraße D991, die von Seyssel nach Châtillon-en-Michaille führt. Weitere Straßenverbindungen bestehen mit Surjoux und Challonges. Der nächste Anschluss an die Autobahn A40 befindet sich in einer Entfernung von rund 16 Kilometern.